# Liste der Museen im Kreis Siegen-Wittgenstein
Die Liste der Museen im Kreis Siegen-Wittgenstein beinhaltet Museen, die unter anderem Kunst, Kultur und Naturgeschichte vorstellen.

## Liste der Museen
| Bezeichnung                                | Ort           | Bemerkungen | Bild |
| ------------------------------------------ | ------------- | --- | ---- |
| Alexander-Mack-Museum                      | Bad Berleburg | Zur Geschichte des radikalen Pietismus. |      |
| Industriemuseum Amalienhütte               | Niederlaasphe | Das ehemalige Hammerwerk verfügt über eine umfangreiche Ausstellung, welche sich vor allem um das Transformatorgebäude und die Wassernutzung handelt.     |      |
| Bauernmuseum                               | Bad Berleburg | |      |
| Schieferschaubergwerk                      | Bad Berleburg | Im Stadtteil Raumland |      |
| Schlossmuseum im Schloss Berleburg         | Bad Berleburg | |      |
| Schmiedemuseum                             | Bad Berleburg | Im Stadtteil Arfeld. |      |
| Stadtmuseum                                | Bad Berleburg | |      |
| Heimatmuseum Banfetal                      | Bad Laasphe   | Im Stadtteil Banfe. |      |
| Heimatmuseum Oberes Lahntal                | Bad Laasphe   | |      |
| Industriemuseum Niederlaasphe              | Bad Laasphe   | |      |
| Internationale Radiomuseum Hans Necker     | Bad Laasphe   | |      |
| Pilzkundliches Museum                      | Bad Laasphe   | |      |
| Alte Vogtei – Ausstellungsgebäude          | Burbach       | |      |
| Stadtmuseum                                | Freudenberg   | |      |
| Technikmuseum                              | Freudenberg   | |      |
| Bergbaumuseum                              | Hilchenbach   | Im Stadtteil Müsen. |      |
| Stift Keppel                               | Hilchenbach   | |      |
| Jung-Stilling-Gedenkstube                  | Hilchenbach   | Gewidmet Johann Heinrich Jung-Stilling, dem aus Grund stammenden Wissenschaftler.                                                                         |      |
| Landwirtschaftsmuseum                      | Hilchenbach   | Im Stadtteil Hadem. |      |
| Stadtmuseum                                | Hilchenbach   | |      |
| Stahlbergmuseum                            | Hilchenbach   | Bergwerksstollen. |      |
| Heimatmuseum                               | Kreuztal      | Im Stadtteil Ferndorf. |      |
| Heimatmuseum                               | Netphen       | |      |
| Museum des Freien Grundes                  | Neunkirchen   | Heimat- und Stadtmuseum. |      |
| Wodanstolln                                | Neunkirchen   | Im Ortsteil Salchendorf. Schaubergwerk. |      |
| Aktives Museum Südwestfalen                | Siegen        | Dokumentations- und Lernort für regionale Zeitgeschichte.                                                                                                 |      |
| Beatles-Museum                             | Siegen        | 27 m² groß. Die Sammlung umfasst unter anderem mehr als 17.000 Tonträger, Souvenirs, Filmplakate, Autogramme.                                             |      |
| Bergwerkmuseum Reinhold Forster Erbstollen | Siegen        | Im Stadtteil Eiserfeld. |      |
| Museum für Gegenwartskunst                 | Siegen        | |      |
| Siegerlandmuseum                           | Siegen        | Die Sammlungen des Museums umfassen Gemälde und Grafiken des Malers Peter Paul Rubens, eine Porträtsammlung und Exponate zur Geschichte des Siegerlandes. |      |
| Städtische Galerie Haus Seel               | Siegen        | |      |
| Südwestfälisches Eisenbahnmuseum           | Siegen        | |      |
| Heimatstube Rinsdorf                       | Wilnsdorf     | |      |
| Museum Wilnsdorf                           | Wilnsdorf     | |      |
| Förderturm Niederdielfen                   | Wilnsdorf     | |      |